# 太平廊橋
太平廊橋位於重慶市南川區太平鎮橋頭村二組，文物遺址年代為清代，2009年12月15日列為第二批重慶市文物保護單位。